# Colaps gravitațional

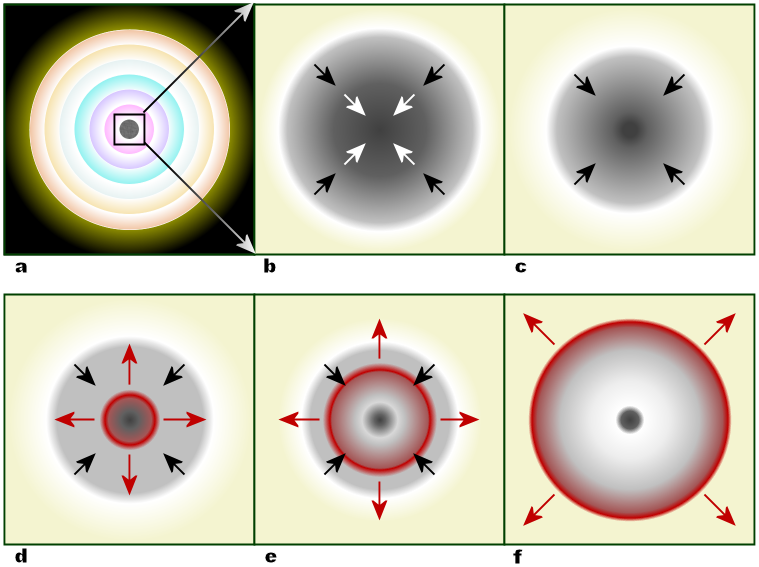
Scenariul colapsului gravitațional al unei stele

În astronomie, colapsul gravitațional sau contracția gravitațională este căderea spre interior a unui corp ceresc de dimensiuni mari sub influența forței de atracție. Acest fenomen are loc atunci când toate celelalte forțe nu produc o presiune destul de mare pentru a contracara gravitația și a menține corpul în echilibru hidrostatic.
Colapsul gravitațional este punctul de plecare al formării Universului. Oricât de omogen ar fi distribuită materia care alcătuiește un corp, aceasta va declanșa un colaps și va provoca o ierarhizare a structurilor, dând naștere roiurilor de galaxii, grupurilor de stele și planetelor. De exemplu, o stea se formează prin colapsul gravitațional gradual al unui nor de materie interstelară. Comprimarea creată de către colaps ridică temperatura până la atingerea stării de incandescență nucleară în centrul stelei și, în final, la încetarea colapsului. Presiunea termică graduală (ce duce la expansiunea corpului) compensează forța de atracție (ce duce la compresie), iar steaua ajunge să se afle în echilibru dinamic între cele două forțe.
Colapsul gravitațional al unei stele are loc la sfârșitul vieții acesteia și este cunoscut ca stingerea unei stele. Când toate sursele de energie sunt epuizate, steaua va suferi un colaps gravitațional. Astfel, steaua se află într-un echilibru "temporar" între colapsul gravitațional de la nașterea stelei și colapsul gravitațional ulterior de la stingerea respectivei stele. În starea finală steaua este denumită "stea compactă".
Tipurile de stele sunt denumite după cum urmează:
- Stele pitici albe, în care gravitația este contracarată de presiunea degenerativă a electronilor;
- Stele neutronice, în care gravitația este contracarată de presiunea degenerativă a neutronilor și de interacții de respingere la distanțe mici între neutroni, provocate de forța tare;
- Găuri negre, ale căror interacții fizice din interior sunt necunoscute;

Colapsul unei stele pitici albe se petrece de-a lungul a zeci de mii de ani, timp în care steaua își extinde suprafața și formează o nebuloasă planetară. Dacă aceasta are o stea pereche, o stea pitică albă poate atrage materie de la steaua pereche până la atingerea limitei Chandrasekhar, punct în care colapsul gravitațional începe din nou. Deși pare că steaua pitică albă va fi în colaps până la stadiul următor (stea neutronică), acestea vor suferi o fuziune de carbon, separându-se exploziv într-un nou tip numit "supernovă". Stelele neutronice sunt formate de către colapsul gravitațional al unor stele mai mari care sunt rămășițele altor tipuri de supernove.
Stele chiar mai mari, care depășesc limita Tolman-Oppenheimer-Volkoff, găsesc un nou echilibru dinamic cu ajutorul oricărei forțe cunoscute ce poate contracara gravitația. Astfel, colapsul continuă nemaigăsindu-se nicio forță care să i se opună. Odată ce a intrat în colaps față de propria rază Schwarzschild, nici chiar lumina nu mai poate părăsi steaua respectivă, iar steaua devine, astfel, o gaură neagră. Într-un anumit moment ulterior, corpul trebuie sa atingă densitatea Planck (deoarece nu mai există niciun factor care să oprească acest lucru), iar legile cunoscute ale atracției gravitaționale încetează să mai fie valabile [necesită citare]. Există mai multe teorii care pot explica ceea ce se întâmplă din acest moment, dar nu mai poate fi considerat colaps gravitațional în acest stadiu.